# St. Antonius von Padua (Sarajevo)

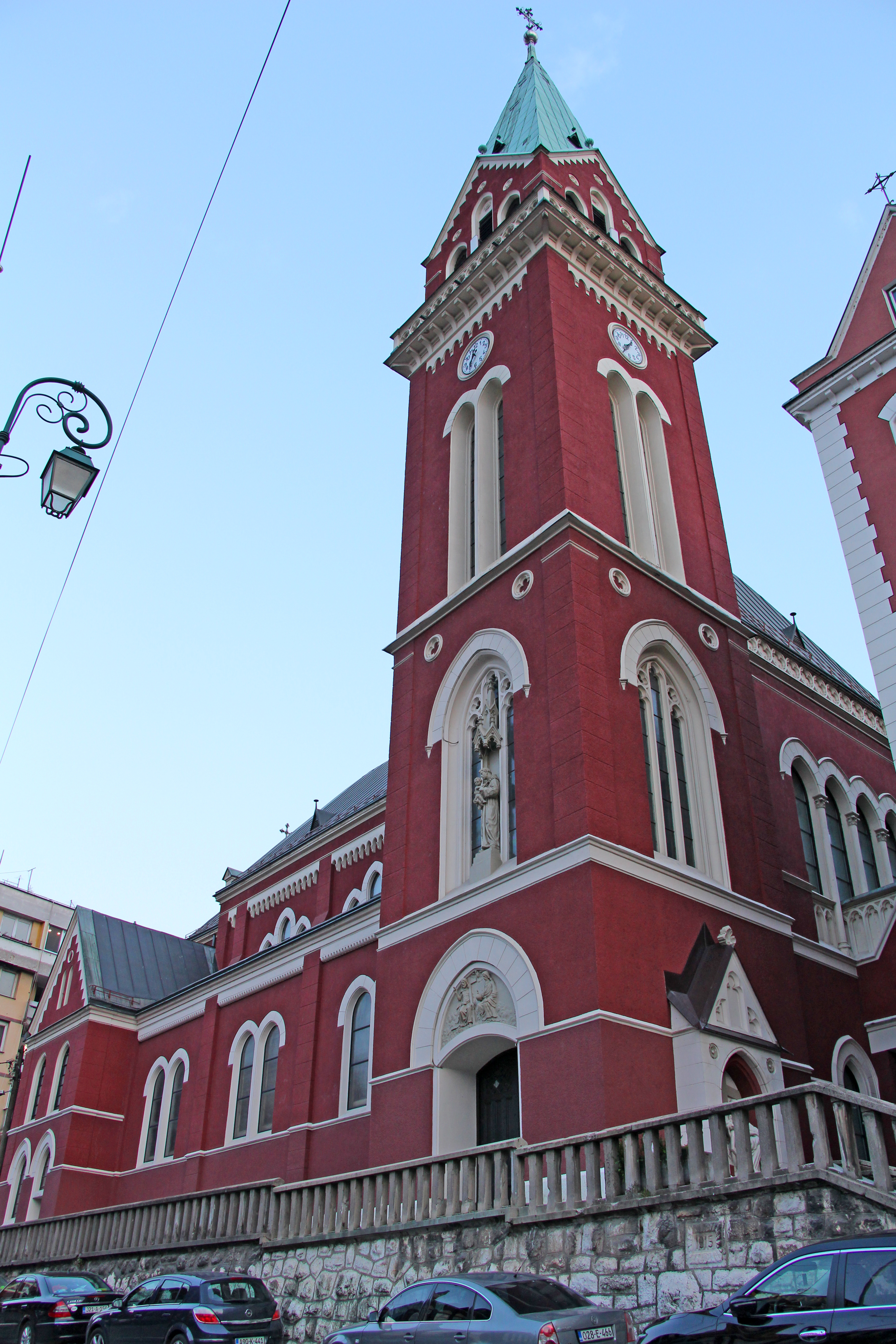
Kirche St. Antonius von Padua in Sarajevo (2019)

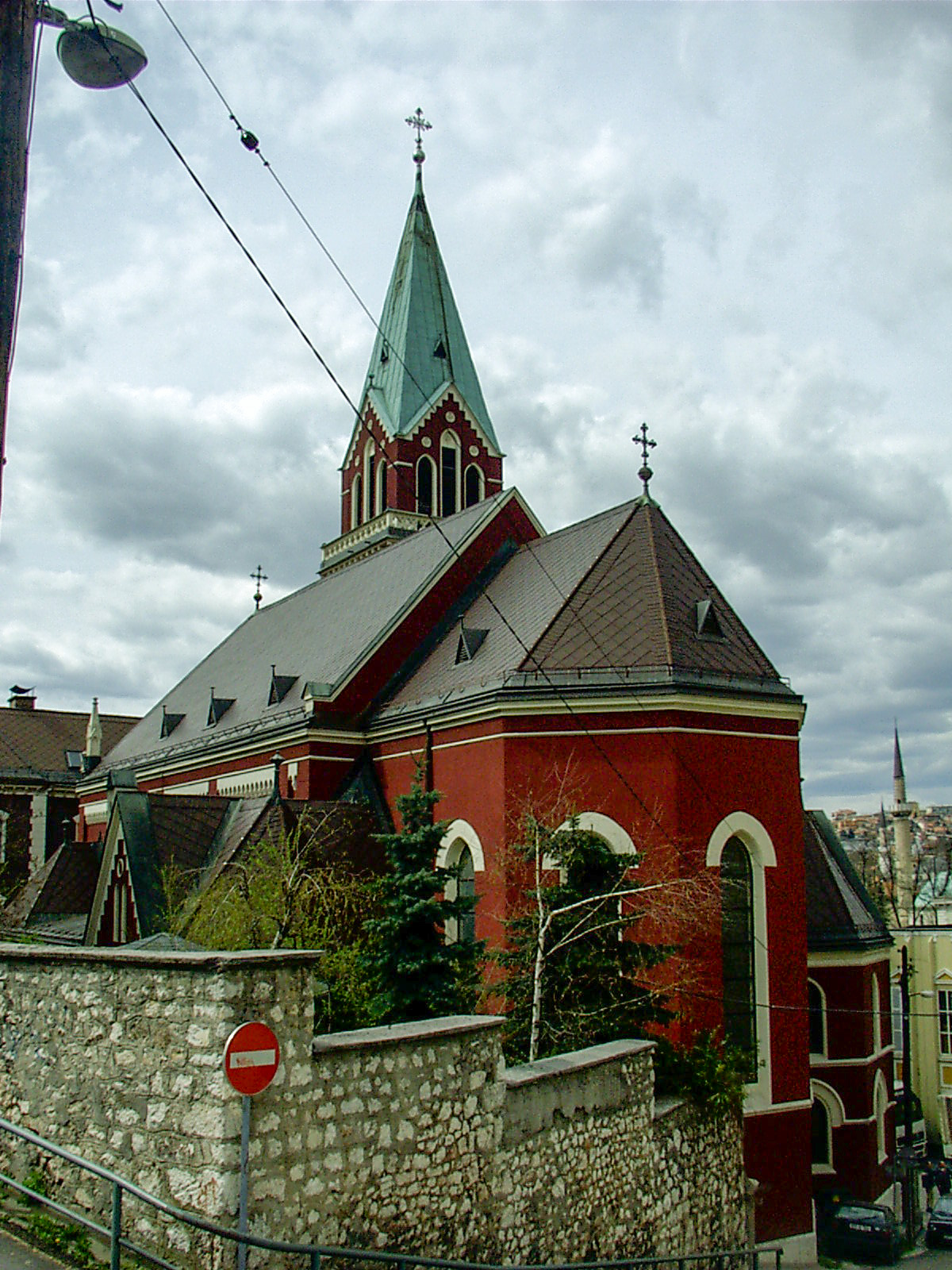
Kirche St. Antonius von Padua in Sarajevo (2005)

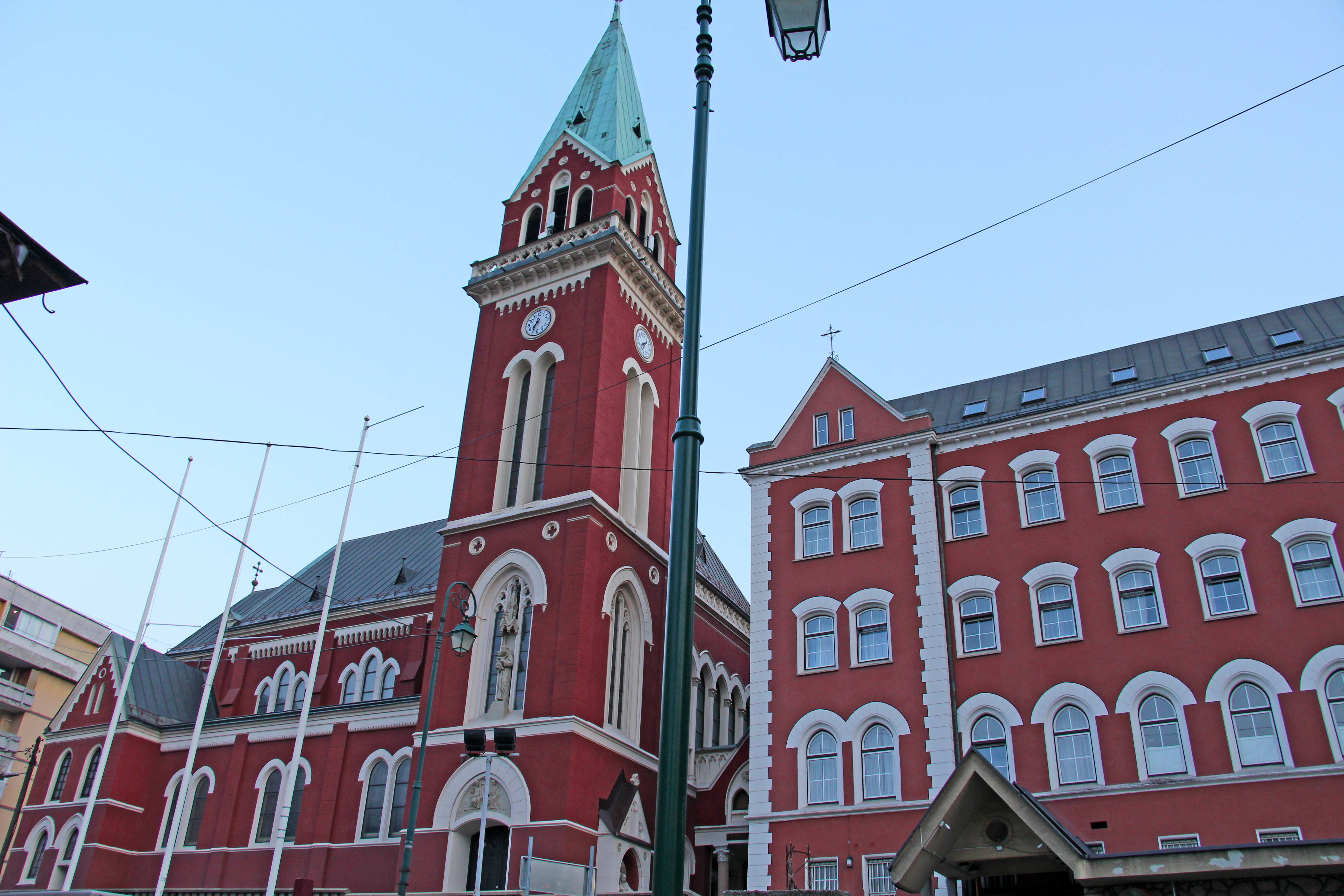
Kirche mit Klostergebäude

St. Antonius von Padua (bosnisch Crkva sv. Ante Padovanski, auch Sv. Antuna Padovanskog) ist eine römisch-katholische Kirche in Sarajevo in Bosnien-Herzegowina. Sie gehört zum Erzbistum Vrhbosna und steht unter Denkmalschutz.

## Geschichte
Das heutige Stadtviertel Bistrik in der Gemeinde Sarajevo-Stari Grad blieb auch in der osmanischen Zeit christlich geprägt, was sowohl der ursprüngliche Name des Viertels südlich der Miljacka, der Latinluk (deutsch: Lateinerbogen) lautete, als auch der Name der dorthin führenden Lateinerbrücke belegt – beides Hinweise auf den lateinischen Ritus der römisch-katholischen Kirche. Obwohl hier 1652 zweihundert christliche Familie lebten, gab es seit dem späten 17. Jahrhundert kein eigenes Gotteshaus mehr, denn 1697 brannte während der Invasion Eugens von Savoyen unter anderem die Kirche des Viertels nieder, die der Unbefleckten Empfängnis (Crkva Bezgrešnog Začeća Blažene Djevice Marije) gewidmet war. Viele Katholiken verließen Sarajevo, so dass die Gottesdienste zunächst in Privathäusern und von 1743 bis 1852 im Pfarrhaus stattfanden, in dessen Kapelle 100 Menschen Platz fanden. Das Pfarrhaus wurde durch einen Brand im Jahr 1852 zerstört und vermutlich war auch diese Mariä-Geburt-Kapelle (kapelica rođenja blažene djevice Marije) mit betroffen.
Im Jahr 1853 erlangte der 1851 eingesetzte neue Pfarrer von Sarajevo, Grgo Martić, einen Ferman für den Bau einer neuen Kirche in Sarajevo, die Teil des Beschlusses des Franziskanerordens von 1852 war, der neue Klöster und Kirchen für das Eyâlet Bosnien vorsah. Durch eine größere Spende Frankreichs konnte man bereits im Juli 1853 mit dem Bau der Kirche beginnen, die Antonius von Padua gewidmet war, und sie 1856 weihen. Sie befand sich aber nicht in Bistrik, sondern in der Koturova-Straße nahe der heutigen Herz-Jesu-Kathedrale. Auch für die Ausstattung spendete vor allem Frankreich Gegenstände, wobei sich insbesondere Kaiserin Eugénie de Montijo hervortat, die die Kirche 1864 reich beschenkte. Diese Kirche wurde beim großen Stadtbrand im August 1879 zerstört. Da auch die Gemeindewohnung betroffen war, bekamen die Franziskaner, die bis 1881 für die Seelsorge in Sarajevo die Pfarrer stellten, von der neuen österreichisch-ungarische Verwaltung ein Areal beim Konak in Bistrik gestellt, in dem sich eine leerstehende Schule befand, die in eine Kapelle verwandelt wurde und einen Holzturm mit Glocken erhielt.
Bereits drei Jahre nach der Okkupation Bosniens durch Österreich-Ungarn entstand zwischen dem 17. August 1881 (Grundsteinlegung) und dem 2. Januar 1882 (Weihe) beim Konak im Areal einer ehemaligen Druckerei eine 18 × 9 Meter messende, kleine Holzkirche, die 300 Gläubigen Platz bot. Sie besaß eine halbkreisförmige Sakristei und einen Holz-Glockenturm. Ihre Orgel stammte aus der Kirche St. Markus in Zagreb. Da die kleine Kirche zunächst das einzige katholische Gotteshaus war und die 1883 erbaute Kirche St. Vinzenz von Paul als Klosterkirche diente, war dieses Areal bis zur Fertigstellung der Herz-Jesu-Kathedrale im Jahr 1889 auch Sitz des Bischofs, der erstmals am 15. Januar 1882 in der Person von Josef Stadler in der Kirche inthronisiert wurde. 1889 erhielt der Franziskaner die Kathedralkirche zurück. Im Jahr 1898 erhielten sie eine St.-Anton-Staue, die von der Kunstwerkstatt Mayer in München hergestellt wurde.
Schnell machten sich erste Schäden an der ehemaligen Kathedrale bemerkbar, die aus Holzgeflechten mit ungebrannten Ziegeln erbaut worden war, so dass man die Kirche im Jahr 1905 zeitweise schließen musste. Da eine Reparatur nicht mehr lohnend erschien und unter anderem das Dach einstürzte, entschied man sich endgültig für einen Neubau, wofür schon seit 1903 ein Verein bestand. Die Franziskaner, die bis im direkten Umfeld im Jahr 1894 ihr Kloster nach den Entwürfen von Karl Panek im Hof des Konaks errichtet hatten, beschlossen daher einen Kirchenneubau an dieser Stelle, den zuvor schon Josip Juraj Strossmayer angeregt hatte, und so kam es zum Abriss der ersten Kirche, der vom 16. bis zum 19. März 1912 erfolgte. Am 13. Juni 1912 legte der Erzbischof von Vrhbosna Ivan Evanđelist Šarić den Grundstein für die neue Kirche St. Antonius von Padua. Wie bei so vielen katholischen Kirchen Bosniens wurde Josip Vancaš als Architekt beauftragt, der eine neugotische Kirche entwarf, deren Kirchenschiff binnen drei Monaten erbaut wurde. Der Turm folgte bis Juni 1913. Die Fertigstellung erfolgte 1914 und die Weihe am 20. September 1914. Die Kirche war der letzte Sakralbau von Vancaš, da sie nach dem Ausbruch des Ersten Weltkriegs fertiggestellt wurde.
Das benachbarte Klostergebäude diente in den Jahren von 1896 bis 1963 als Sitz der Verwaltung der seit 1517 bestehenden Franziskanerprovinz Bosna Srebrena sowie von 1909 bis 1942 und von 1947 bis 1968 als Franziskanerseminar. Zeitweise war es zudem Ort des Noviziats sowie Sitz der Redaktion der Zeitung Svjetlo riječi (Das Licht des Wortes). Der Ausbau des dritten Obergeschosses erfolgte hier 1912. Bis zum Jahr 2008 war das Zentralarchiv der Bosna Srebrena hier untergebracht. Heute dient es auch für Veranstaltungen sowie als Kunstgalerie. In den 1960er Jahren begann die umfangreiche Sanierung der Kirche, die mehr als zwanzig Jahre andauerte und auch das Kloster betraf, das in den Jahren von 1983 bis 1985 einen neuen Saal im Kreuzgang erhielt und ein Jahrzehnt später zwei weitere im Geschoss darüber.
Die Kirche wurde durch Granatenangriffe bei der Belagerung von Sarajevo in den Jahren von 1992 bis 1995 mehrfach beschädigt. So trafen am 13. Juni 1992, dem kirchlichen Gedenktag des Anton von Padua, drei 82-mm-Mörsergranaten das nahe Umfeld und zerstörten zahlreiche Fenster an Kloster und Kirche. Zudem beschädigten sie drei Buntglasfenster. Am 19. Juni wurden zwei Buntglasfenster im Chor beschädigt. Am Abend desselben Tages schlug eine Granate in die Südwand des Klostergebäudes ein und zerstört alle Fensterscheiben der Südfassade des Klosters. Am 22. Juni 1992 wurde das Dach durch einen Granatentreffer beschädigt. Beide Gebäude wurden danach saniert. In der Spätphase des Bosnienkriegs wurde mit dem Umbau eines Teils des Atriums zu einer Kapelle begonnen. Dieser Umbau fand in den Jahren von 1994 bis 1996 statt. Der Umbau des Dachbodens zu einem Dachgeschoss musste aufgrund von Geldmangel in den frühen 2000er Jahren abgebrochen werden. In den Jahren 2012 und 2013 erfolgte eine Restaurierung der Kirche, bei der das Dach erneuert wurde.

## Baubeschreibung

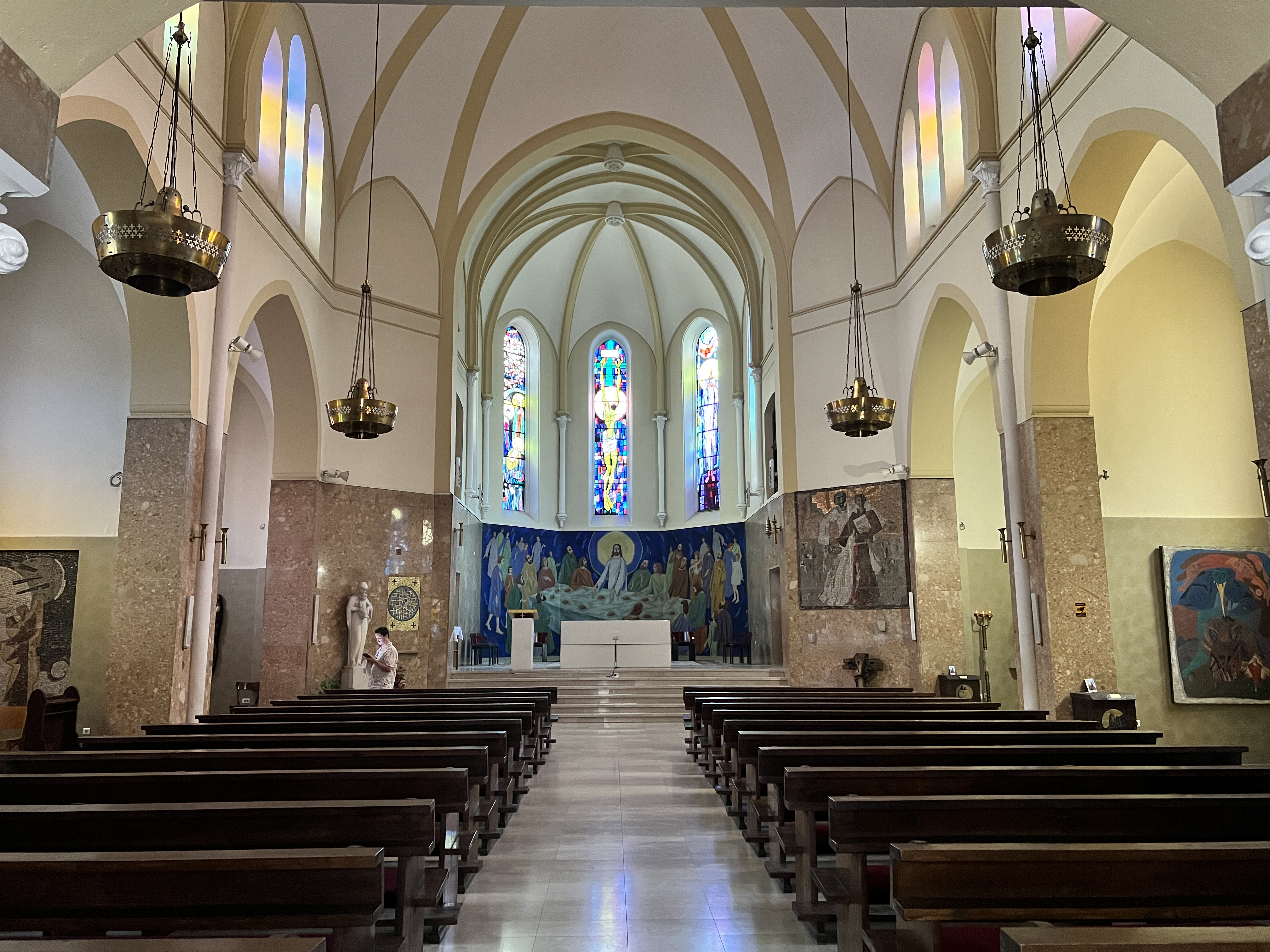
Innenansicht

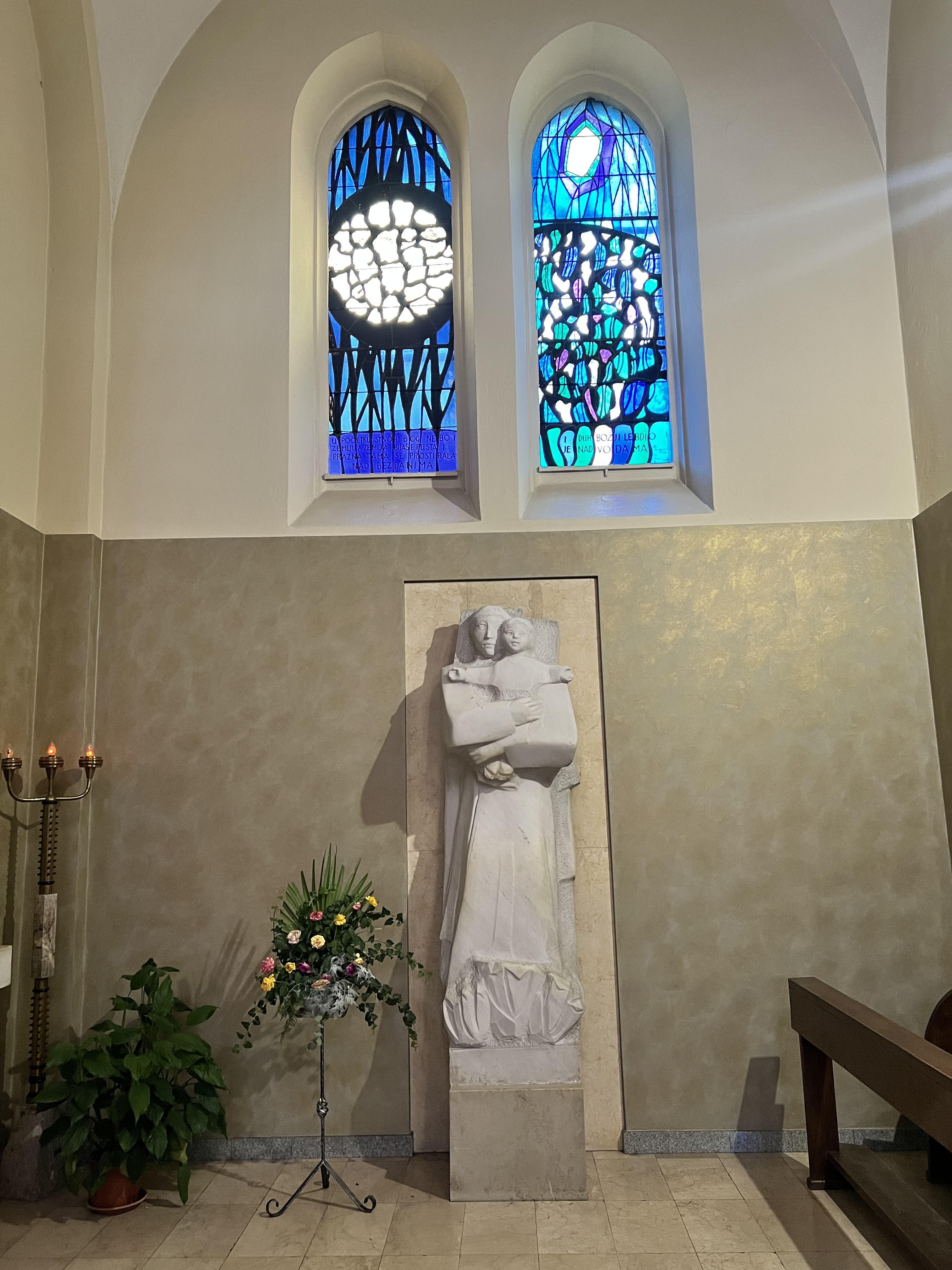
Muttergottesstatue in der Kirche

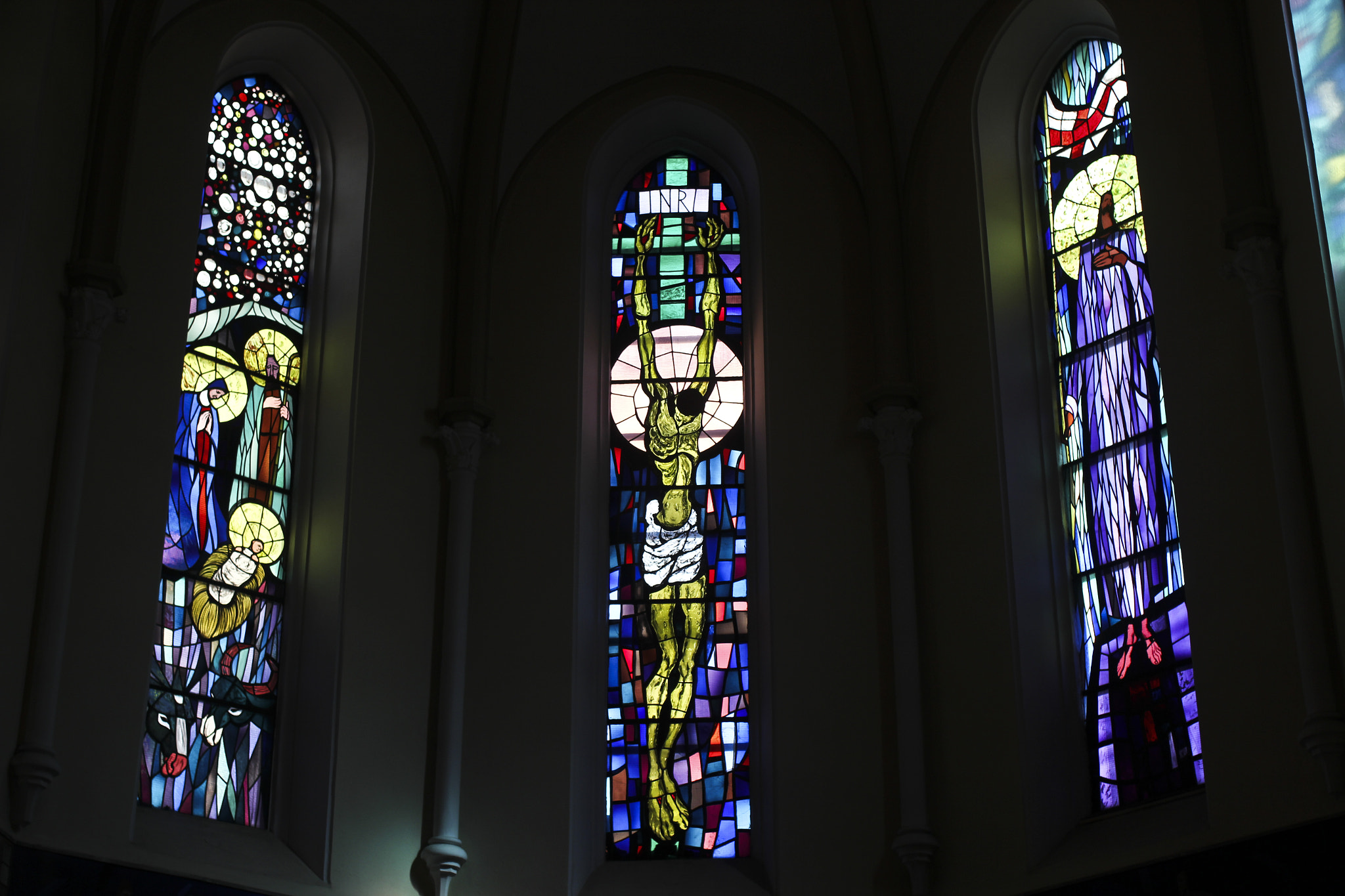
Buntglasfenster Chor/Apsis

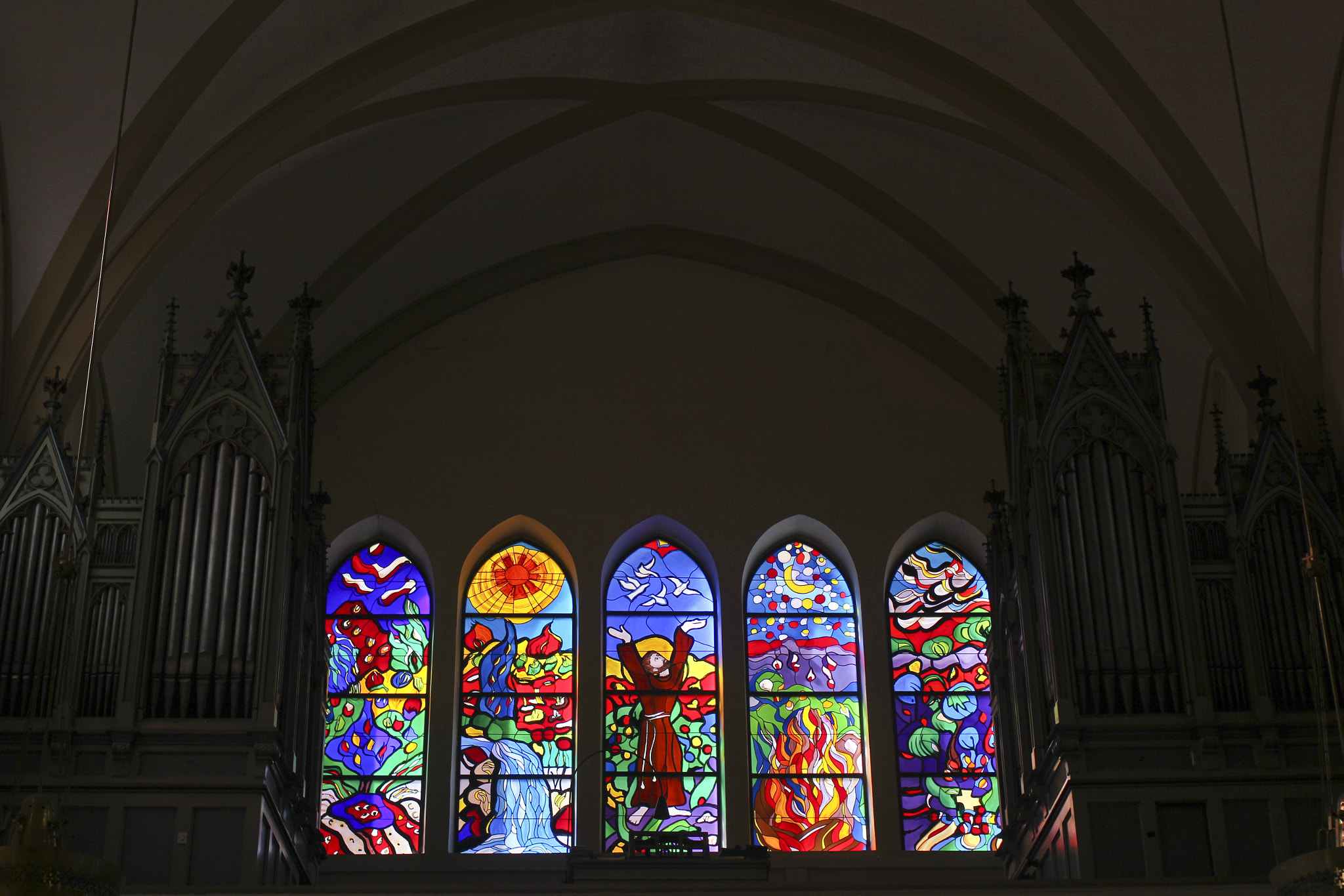
Buntglasfenster Orgelempore

Der Gebäudekomplex besteht aus dem Klosterbau, einem vierseitigen Gebäude im Westen und direkt angrenzenden Kirche im Osten. Zur Kirche führt eine Treppe an der Hangmauer hinauf. Der Kirchturm wurde im Nordwesten der Kirche angeordnet. Das Kirchenschiff ist 31,35 Meter lang, 18,4 Meter breit und innen 14,65 Meter hoch, in der Apsis 11,65 Meter. Das Klostergebäude misst 27,3 × 23 Meter. Zwischen beiden Gebäuden gibt es einen sechs Meter langen Übergang, der 4,22 Meter breit ist und auf vier Säulen mit Kapitellen ruht. Der 43 Meter hohe Turm enthält fünf Glocken, von denen die älteste die Muttergottesglocke ist, die 1920 Kilogramm wiegt. Die anderen vier Glocken wurden 1926 von der Glockengießerei Herold aus Komotau geliefert und erzeugen die Töne a, cis, e und a. Die Gewichtsangaben und Bezeichnungen sind dabei nicht einheitlich. Die schwerste ist die Glocke St. Anton, deren Gewicht zumeist mit vier Tonnen angegeben wird, teils aber auch mit 3,5 Tonnen. Die zweitgrößte wird teils Gospino (2,5 Tonnen), teils aber auch St. Franziskus (1125 Kilogramm) genannt. Ähnliche Gewichtsabweichungen gibt es bei der Glocke St. Josef, die entweder 1,5 Tonnen oder 810 Kilogramm wiegt. Die kleinste Glocke heißt wohl St. Teresa vom Jesuskind (486 Kilogramm), wird aber auch Bambino (444 Kilogramm) genannt.
Die dreischiffige Basilika weist Seitenschiffe mit einer Breite von zirka 2,95 Metern auf. In ihnen sind Bereiche (2,95 × 4,6 Meter) als kleine Kapellen mit Seitenaltar und Beichtstuhl abgetrennt. Die Orgelempore befindet sich im Westen über der Vorhalle, im Osten schließt eine polygonale Apsis den Chor ab. Einen eigenen Bereich nimmt zudem die Sakristei samt Oratorien ein. Die Kirche ist für 1000 Gottesdienstbesucher ausgelegt. Die Fenster der Seitenschiffe sind Doppelfenster, die darüber liegenden Fenster des Hauptschiffs hingegen Dreifachfenster. Eine Gliederung erfolgt hier teils über Pilaster, teils durch kleine Strebepfeiler. Am Chor/der Apsis sind vier Fenster angeordnet, an der Westseite der Kirche fünf, die sich auf der Höhe der Empore befinden. Die Außenmauern sind mehrheitlich 75 Zentimeter dick, außer an der Ostseite, wo die Dicke 90 Zentimeter beträgt, und am Sakristei-Anbau mit den Oratorien, wo sie nur 30 Zentimeter beträgt. Der 6,2 × 6,2 Meter messende Turm wird durch Gesimse in vier Ebenen aufgeteilt. Im Erdgeschoss befindet sich an der Westseite eine Figurennische, an der Südseite das Eingangsportal mit einer Reliefdarstellung im Tympanon. Im ersten Obergeschoss wurde eine Plastik unter einem Baldachin angebracht, im zweiten Obergeschoss die Uhren und darüber befindet sich ein Balkon mit reich verziertem Geländer sowie die Klangarkaden und das kupfergedeckte Turmdach, auf dem ein 2,46 m hohes Kreuz auf einem 2,71 m hohen Sockel steht. Die Wandstärke des Turms nimmt nach oben hin ab und beträgt unten 1,35 Meter, unterhalb der Galerie 1,2 Meter und darüber 60 Zentimeter. Er reicht mit seinem Fundament (8,3 × 8,3 Meter) sieben Meter in die Erde.
Im Herbst 1913 lieferte die Werkstatt von Ferdinand Stuflesser vier neue Altäre für die Kirche: den Herz-Jesu-Altar als Geschenk von Bischof Josip Stjepan Garić, den Unbefleckte-Empfängnis-Altar als Geschenk von Bischof Alojzije Mišić, den St.-Franziskus-Altar und den St.-Benedikt-Altar. Auch die Kanzel wurde dort geschaffen. Die Beichtstühle wurden von Ernest Bernik in Sarajevo nach dem Entwurf des Leiters des Theologischen Seminars, Pater Alfonzo Kudrić, angefertigt. Der Hauptaltar wurde durch Spenden von Kaiser Franz Joseph I. und Papst Pius X. ermöglicht. Damit beauftragt wurden die Wiener Bildhauer Jung & Russ (Rudolf Leudg). Ferdinand Bender schuf die Ausmalung des Altarraums der Kirche. Für die Restaurierung der Innenarchitektur in den 1960er Jahren war Janko Omahen verantwortlich, der die Wände mit Marmorplatten verkleiden ließ. Der Bildhauer Zdenko Grgić, der die Gesamtgestaltung der Kirche in der Endphase der Sanierung in der zweiten Hälfte des 20. Jahrhunderts überwachte, schuf in den Jahren von 1980 bis 1983 einen Kreuzweg mit Holzreliefs. Sein 1968 für die Kirche geschaffener Kreuzweg, der aus einem Kupferrelief besteht, wurde daher an das Franziskanerkloster in Kreševo abgegeben. Weitere von ihm stammende Werk sind eine Bergpredigt-Darstellung aus Bronze, eine Marmorfigur von Antonius sowie zwei Mosaike: Die Mission des Hl. Antonius (Poslanje sv. Ante) und das Lied von Bruder Sonne (Pjesma brata Sunca), das Bezug zu Franz von Assisi hat. Mirko Čurić malte für das Altarbild Maria Goretti.
Im Jahr 1925 wurde eine Orgel eingebaut. Diese wurde bei der Firma Rieger in Auftrag gegeben und 1990 restauriert. Die Buntglasfenster stammen teilweise vom kroatischen Maler Ivo Dulčić, der von 1969 bis 1970 insgesamt 17 Fenster zu den Themen Schöpfung und Erlösung gestaltete, und konnten nach dem Bosnienkrieg repariert werden. Er schuf auch ein Johannes-Chrysostomos-Fresko (fresko Ivan Zlatousti). Die älteren Buntglasfenster stammen von Rudolf Leudg aus Wien. Seine Chorfenster zeigen: Hl. Herz Jesu (Geschenk der kroatischen Zentralbank), Hl. Herz Mariens sowie Hl. Josef und Hl. Johannes der Täufer, seine Hauptschiff-Fenster der Nordseite Hl. Paschalis Baylon, Hl. Klara, Hl. Georg, Katarina Kosača-Kotromanić, Hl. Florian und Hl. Rosa von Viterbo. Leudgs Fenster der Hauptschiff-Südseite zeigen die Margareta von Cortona, Šimun Filipović, Maria Magdalena, Rochus von Montpellier, Barbara von Nikomedien und Petrus von Alcantara. Der Bildhauer Frano Kršinić schuf eine Madonna mit Kind, von Đuro Seder stammt das Wandbild Das letzte Abendmahl im Chor, von Valerije Michieli eine Bergpredigt-Bronze, von Ivan Lovrenčić (Maler) und Želimir Janeš (Bildhauer) eine Darstellung (Holz) von Maria Goretti, von Zlatko Keser das Fresko Weinende Stimme in der Wüste und von Šime Vulas eine Kreuzdarstellung.

## Besonderheiten
- Die Kirche dient heute als spiritueller Mittelpunkt Sarajevos, da sie es allen Bewohnern der Stadt ermöglicht, hier am Dienstag und Freitag gemeinsam nach dem jeweiligen Ritus zu beten, egal ob katholisch, orthodox oder muslimisch.[5]
- Sophie Nostitz-Rieneck betete hier zum letzten Mal vor dem Attentat von Sarajevo[5]
- Durch die lange Sanierungszeit im dritten Viertel des 20. Jahrhunderts beherbergt die Kirche Kunstwerke vieler kroatischer Künstler.[5][2]
- Kloster und Kirche wurden im November 2006 zum nationalen Denkmal von Bosnien und Herzegowina erklärt. Sie erhielten die gemeinsame Erfassungsnummer 540. Neben den Gebäuden sind auch die Gemälde und Skulpturen geschützt.[2]